# Sanghaj-Putungi nemzetközi repülőtér
A Sanghaj-Putungi nemzetközi repülőtér (IATA: PVG, ICAO: ZSPD) (SSE: 600009) (egyszerűsített kínai:上海浦东国际机场, pinjin: Shànghǎi Pǔdōng Guójì Jīchǎng) Sanghaj város Putung kerületének keleti részén található, Kínában. Ez az egyik legfontosabb nemzetközi belépési pont Kínába, a 2006-os évben mért 17,15 millió nemzetközi utasforgalmával megelőzi a pekingi Pekingi nemzetközi repülőtér annak 12,6 millió nemzetközi utasával. Ez jelenleg a világ hatodik legforgalmasabb teherforgalmi csomópontja és 28. legforgalmasabb nemzetközi repülőtere. A Putungi repülőtér a China Eastern Airlines és a Shanghai Airlines bázisállomása, illetve az Air China fontos nemzetközi csomópontja. A legforgalmasabb nemzetközi célállomások: Párizs, Frankfurt, Chicago és Sydney.
A repülőtér a várostól 30 km-re található, leggyorsabban a Sanghaji lebegő mágnesvasúttal közelíthető meg.

## Története

A repülőtér diagramja

A Putungi nemzetközi repülőtér megnyitása előtt a Sanghaj-Hungcsiaói nemzetközi repülőtér volt a város fő repülőtere. Az 1990-es években a Hongqiao repülőtér fejlesztése és növelése lehetetlenné vált, mivel a város dinamikus terjeszkedéssel körbevette a régi repülőteret. A városvezetésnek alternatívát kellett találnia, hogy a nemzetközi forgalom nagy részét elvigye a Hongqiao repülőtérről. Megfelelő területnek a Putung kerület keleti széle, a Jangce folyó torkolata és a Kelet-kínai-tenger partja mutatkozott.
A repülőteret 1999. október 1-jén nyitották meg, és azonnal átvette a Hongqiao repülőtér szerepét mint Sanghaj nemzetközi repülőtere, mivel ekkortól majdnem minden nemzetközi járat innen indul és ide érkezik, beleértve a regionális járatokat Hongkongba és Makaóba, melyeket Kínában nemzetközi járatként kezelnek, miközben ezeket a területeket az ország elidegeníthetetlen részeiként tartják számon. 2007 októberére a Hongqiao repülőtéren csak korlátozott nemzetközi forgalom maradt járatokkal a Haneda nemzetközi repülőtérre (Tokió) és novemberben a Gimpo nemzetközi repülőtérre, Szöulba. A második kifutópályát 2005. március 17-én nyitották meg, a harmadikat 2008. március 26-án – akárcsak a második terminált és egy áruszállítási terminált –, a negyedik kifutópálya és a harmadik terminál pedig tervezés alatt áll. A hosszú távú tervekben 3 terminál, 2 nagy váró, 5 kifutópálya és évi 100 milliós utaskapacitás szerepel.

## A légitársaságok elosztása 2008 tavaszától
- 1. terminál: Skyteam és Oneworld, China Eastern Airlines nemzetközi járatai, egyéb belföldi járatok

Aeroflot, Aeromexico, Air France, American Airlines, Asiana Airlines, British Airways, Cathay Pacific, Cebu Pacific, China Eastern Airlines (nemzetközi), China Southern Airlines (nemzetközi), Chongqing Airlines, Delta Air Lines, Emirates, Finnair, Garuda Indonesia, Hainan Airlines, Japan Airlines, KLM Royal Dutch Airlines, Korean Air, Malaysia Airlines, Nepal Airlines, Philippine Airlines, Qantas, Qatar Airways, Royal Brunei Airlines, Shenzhen Airlines, Sichuan Airlines, Virgin Atlantic.
- 2. terminál: Star Alliance, minden Air China- és Shanghai Airlines-járat, ill. a China Eastern és a China Southern belföldi járatai

Air Canada, Air China, Air India, Air New Zealand, All Nippon Airways, Asiana Airlines, China Eastern Airlines (belföldi), China Southern Airlines (belföldi), Lufthansa, Shanghai Airlines, Singapore Airlines, Swiss International Airlines, Thai Airways International, Turkish Airlines, United Airlines.

## Forgalom
Az utasforgalom az elmúlt években az alábbi módon változott:
| Utasok száma | 5 543 667 | 15 063 622 | 23 664 967 | 28 235 691 | 40 578 621 | 47 189 849 | 60 098 073 | 74 006 331 | 30 476 531 | 54 476 397 |
|              | 2000      | 2003       | 2005       | 2008       | 2010       | 2013       | 2015       | 2018       | 2020       | 2023       |

## Légitársaságok és úticélok
2024-ben a Sanghaj-Putungi nemzetközi repülőtérről az alábbi járatok indulnak:

### Személy
| Légitársaság                  | Célállomások |
| ----------------------------- | --- |
| 9 Air                         | Guangzhou |
| Aeroflot                      | Moscow–Sheremetyevo |
| AirAsia                       | Kota Kinabalu |
| AirAsia X                     | Kuala Lumpur–International |
| Air Canada                    | Vancouver |
| Air China                     | Bangkok–Suvarnabhumi, Bazhong, Beijing–Capital, Beijing–Daxing, Changchun, Chengdu–Shuangliu, Chengdu–Tianfu, Chongqing, Daqing, Frankfurt, Fukuoka, Guangzhou, Guilin, Guiyang, Haikou, Harbin, Hohhot, Huizhou, Jiamusi, Kunming, Lanzhou, London–Gatwick, Milan–Malpensa, München, Nagoja–Centrair, Nanning, Oszaka–Kanszai, Shenzhen, Singapore, Taipei–Taoyuan, Tianjin, Tokió–Narita, Ürümqi, Xi'an, Xilinhot, Yinchuan, Zhanjiang, Zhuhai |
| Air China Inner Mongolia      | Hohhot |
| Air France                    | Párizs-Charles de Gaulle repülőtér |
| Air Macau                     | Macau |
| Air New Zealand               | Auckland |
| All Nippon Airways            | Oszaka–Kanszai, Tokió–Haneda, Tokió–Narita |
| American Airlines             | Dallas/Fort Worth |
| Asiana Airlines               | Seoul–Incheon |
| Austrian Airlines             | Bécs |
| Batik Air Malaysia            | Kuala Lumpur–International |
| Beijing Capital Airlines      | Bangkok–Suvarnabhumi, Xishuangbanna |
| British Airways               | London–Heathrow |
| Cambodia Angkor Air           | Phnom Penh |
| Cathay Pacific                | Hong Kong |
| Cebu Pacific                  | Cebu, Manila |
| Chengdu Airlines              | Chengdu–Shuangliu, Chengdu–Tianfu |
| China Airlines                | Kaohsiung, Taipei–Taoyuan |
| China Eastern Airlines        | Altay, Amszterdam, Ankang, Auckland, Baise, Bangkok–Suvarnabhumi, Beihai, Beijing–Daxing, Bole, Brisbane, Busan, Cairo, Cebu, Changchun, Changsha, Chaoyang, Chengdu–Tianfu, Chiang Mai, Chongqing, Colombo–Bandaranaike, Daegu, Dali, Dalian, Datong, Dazhou, Denpasar, Dubai–International, Dunhuang, Ezhou, Frankfurt, Fukuoka, Fuyang, Fuzhou, Ganzhou, Guangzhou, Guiyang, Hami, Handan, Hanoi, Harbin, Hefei, Heihe, Hiroshima, Ho Chi Minh City, Hohhot, Hong Kong, Huai'an, Istanbul, Jakarta–Soekarno-Hatta, Jeju, Jiagedaqi, Jiamusi, Jieyang, Jinan, Jinggangshan, Jingzhou, Jinzhou, Komatsu, Kuala Lumpur–International, Kunming, Lanzhou, Lhasa, Lijiang, Linyi, Liping, Liupanshui, Liuzhou, London–Gatwick, London–Heathrow, Los Angeles, Lüliang, Luoyang, Luzhou, Macau, Madrid, Malé, Mangshi, Manila, Manzhouli, Melbourne, Moscow–Sheremetyevo, Nagasaki, Nagoja–Centrair, Naha, Nanchang, Nanchong, Nanjing, Nanning, New York–JFK, Niigata, Okayama, Oszaka–Kanszai, Panzhihua, Párizs-Charles de Gaulle repülőtér, Penang (kezdődik 2024 július 24-től), Phnom Penh, Qingdao, Qionghai, Qiqihar, Quanzhou, Riyadh (kezdődik 2024 április 27-től), Róma–Fiumicino, Saint Petersburg, San Francisco, Sanya, Sapporo–Chitose, Seoul–Incheon, Shennongjia, Shenyang, Shenzhen, Shizuoka, Siem Reap, Singapore, Sydney, Taipei–Taoyuan, Taiyuan, Tianjin, Tokió–Haneda, Tokió–Narita, Tonghua, Tongren, Toronto–Pearson, Ürümqi, Bécs (kezdődik 2024 június 22-től), Weihai, Wenzhou, Wuhan, Xiamen, Xi'an, Xichang, Xingyi, Xishuangbanna, Yangon, Yanji, Yantai, Yibin, Yichang, Yichun (Heilongjiang), Yingkou, Yining, Yongzhou, Yuncheng, Zhangjiakou, Zhanjiang, Zhaotong, Zhengzhou, Zhoushan, Zunyi–Xinzhou Szezonális: Cairns, Perth |
| China Express Airlines        | Changde, Chongqing |
| China Southern Airlines       | Beijing–Daxing, Changbaishan, Changchun, Changsha, Chengdu–Shuangliu, Dalian, Dandong, Daqing, Fukuoka, Guangzhou, Guiyang, Haikou, Harbin, Ho Chi Minh City, Jieyang, Kunming, Lanzhou, Nanning, Nanyang, Oszaka–Kanszai, Qingdao, Sanya, Seoul–Incheon, Shenyang, Shenzhen, Taipei–Taoyuan, Tokió–Narita, Ürümqi, Wuhan, Yinchuan, Zhengzhou, Zhuhai |
| China United Airlines         | Beijing–Daxing, Foshan, Shijiazhuang, Tianjin, Yulin (Shaanxi) |
| Chongqing Airlines            | Chongqing |
| Dalian Airlines               | Dalian |
| Delta Air Lines               | Detroit, Los Angeles (újrakezdődik 2024 október 27-től), Seattle/Tacoma |
| Donghai Airlines              | Shenzhen |
| Eastar Jet                    | Seoul–Incheon |
| EgyptAir                      | Cairo |
| Emirates                      | Dubai–International |
| Ethiopian Airlines            | Addis Ababa |
| Etihad Airways                | Abu Dhabi |
| EVA Air                       | Kaohsiung, Taipei–Taoyuan |
| Finnair                       | Helsinki |
| Fuzhou Airlines               | Fuzhou |
| Garuda Indonesia              | Jakarta–Soekarno-Hatta |
| Gulf Air                      | Bahrain (kezdődik 2024 május 28-tól) |
| Hainan Airlines               | Beijing–Capital, Brüsszel (újrakezdődik 2024 június 18-tól), Changsha, Chengdu–Tianfu, Chongqing, Dalian, Guangzhou, Haikou, Shenzhen, Tel Aviv (felfüggesztve), Weifang, Xi'an, Zhuhai |
| Hebei Airlines                | Shijiazhuang |
| Himalaya Airlines             | Kathmandu |
| Hong Kong Airlines            | Hong Kong |
| Japan Airlines                | Nagoja–Centrair, Oszaka–Kanszai, Tokió–Haneda, Tokió–Narita |
| Jetstar Japan                 | Tokió–Narita |
| Jin Air                       | Jeju |
| Juneyao Air                   | Asahikawa, Athens, Bangkok–Don Mueang, Bangkok–Suvarnabhumi, Bayannur, Beihai, Brüsszel (kezdődik 2024 július 1-től), Changbaishan, Changchun, Changsha, Changzhi, Chenzhou, Chiang Mai, Chifeng, Chongqing, Dalian, Denpasar, Fuzhou, Guilin, Guiyang, Guyuan, Haikou, Hailar, Hanzhong, Harbin, Helsinki, Hohhot, Hong Kong, Huizhou, Jeju, Jinchang, Kalibo, Kaohsiung, Kunming, Lanzhou, Lijiang, Linfen, Longnan, Longyan, Macau, Manchester (kezdődik 2024 július 3-tól), Nagoja–Centrair, Naha, Nanning, Oszaka–Kanszai, Penang (kezdődik 2024 május 31-től), Phuket, Qingdao, Sanming, Sanya, Sapporo–Chitose, Shaoguan, Shenyang, Shenzhen, Shuozhou, Singapore, Songyuan, Taipei–Taoyuan, Taiyuan, Tianjin, Tokió–Haneda, Tokió–Narita, Tongren, Ürümqi, Vladivostok (kezdődik 2024 április 30-tól), Wuhan, Xiamen, Xi'an, Xishuangbanna, Yinchuan, Yueyang, Zhangjiajie, Zhangye, Zhengzhou, Zhongwei, Zhuhai |
| KLM                           | Amszterdam |
| Korean Air                    | Busan, Seoul–Incheon |
| Kunming Airlines              | Kunming, Xishuangbanna |
| Loong Air                     | Aksu, Changchun, Rizhao, Ürümqi, Yinchuan |
| Lucky Air                     | Kunming, Xishuangbanna |
| Lufthansa                     | Frankfurt, München |
| Mahan Air                     | Tehran–Imam Khomeini |
| Malaysia Airlines             | Kuala Lumpur–International |
| OTT Airlines                  | Jieyang, Nanchang, Ordos, Shijiazhuang |
| Peach                         | Oszaka–Kanszai, Tokió–Haneda |
| Philippine Airlines           | Manila |
| Philippines AirAsia           | Manila |
| Qantas                        | Sydney |
| Qatar Airways                 | Doha |
| Royal Air Philippines         | Charter: Caticlan |
| Royal Brunei Airlines         | Bandar Seri Begawan |
| S7 Airlines                   | Novosibirsk (kezdődik 2024. május 1.), Vladivostok (kezdődik 2024. április 25.) |
| Scandinavian Airlines         | Koppenhága |
| Shandong Airlines             | Harbin, Jinan, Qingdao, Xiamen |
| Shanghai Airlines             | Anshan, Bangkok–Suvarnabhumi, Baotou, Budapest, Busan, Changchun, Changsha, Chengdu–Shuangliu, Dalian, Fukuoka, Fuyang, Guilin, Guiyang, Haikou, Hailar, Harbin, Hengyang, Hohhot, Jieyang, Jining, Jinzhou, Karamay, Kota Kinabalu, Kuala Lumpur–International, Kunming, Lanzhou, Lianyungang, Linyi, Macau, Marseille (kezdődik 2024 július 2-től), Mianyang, Nagoja–Centrair, Nanchang, Nanning, Ningbo, Ordos, Oszaka–Kanszai, Phuket, Qinhuangdao, Rizhao, Sanya, Seoul–Incheon, Shenyang, Taipei–Songshan, Tangshan, Tianjin, Tokió–Haneda, Tongliao, Toyama, Ürümqi, Wanzhou, Weihai, Wenzhou, Wuzhou, Xinzhou, Yichang, Yinchuan, Zhangjiajie, Zhengzhou, Zhuhai |
| Shenzhen Airlines             | Shenyang, Shenzhen |
| Sichuan Airlines              | Chengdu–Shuangliu, Chengdu–Tianfu, Chongqing, Harbin, Kunming, Saipan, Sanya, Xi'an |
| Singapore Airlines            | Singapore |
| Sky Angkor Airlines           | Phnom Penh |
| Spring Airlines               | Bangkok–Don Mueang, Bangkok–Suvarnabhumi, Beihai, Changbaishan, Changchun, Changde, Changsha, Chengdu–Tianfu, Chiang Mai, Chongqing, Dalian, Dongying, Enshi, Fukuoka, Guangyuan, Guangzhou, Guilin, Harbin, Hong Kong, Huaihua, Ibaraki, Jeju, Jieyang, Kaohsiung, Kunming, Lanzhou, Lijiang, Macau, Mianyang, Mohe, Nagoja–Centrair, Naha, Nanyang, Oszaka–Kanszai, Phuket, Qianjiang, Qingyang, Saga, Sanya, Sapporo–Chitose, Seoul–Incheon, Shenyang, Shihezi, Shiyan, Singapore, Taipei–Taoyuan, Taiyuan, Takamatsu, Tongliao, Tokió–Haneda, Tokió–Narita, Weihai, Wenshan, Wulong, Xi'an, Xishuangbanna, Yan'an, Yulin (Guangxi), Zhengzhou, Zunyi–Xinzhou |
| Spring Airlines Japan         | Tokió–Narita |
| SriLankan Airlines            | Colombo–Bandaranaike |
| Suparna Airlines              | Chongqing, Guilin, Guiyang, Harbin, Hohhot, Sanya, Shenzhen, Zhengzhou |
| Swiss International Air Lines | Zürich |
| Thai AirAsia                  | Bangkok–Don Mueang |
| Thai AirAsia X                | Bangkok–Suvarnabhumi |
| Thai Airways International    | Bangkok–Suvarnabhumi |
| Thai Lion Air                 | Bangkok–Don Mueang, Phuket |
| Thai VietJet Air              | Bangkok–Suvarnabhumi |
| Tianjin Airlines              | Dalian, Haikou, Tianjin, Weihai |
| Turkish Airlines              | Istanbul |
| Uni Air                       | Taipei–Songshan |
| United Airlines               | Los Angeles (újrakezdődik 2024 augusztus 29-től), San Francisco |
| VietJet Air                   | Ho Chi Minh City, Nha Trang |
| Vietnam Airlines              | Hanoi, Ho Chi Minh City, Nha Trang Charter: Phu Quoc |
| Virgin Atlantic               | London–Heathrow |
| West Air                      | Chongqing |
| XiamenAir                     | Beijing–Daxing |

### Cargo
| Légitársaság                               | Célállomások |
| ------------------------------------------ | --- |
| Air China Cargo                            | Amszterdam, Anchorage, Beijing–Capital, Chengdu–Shuangliu, Chicago–O'Hare, Chongqing, Koppenhága, Dallas/Fort Worth, Frankfurt, Jakarta–Soekarno-Hatta, Los Angeles, Liège, New York–JFK, Novosibirsk, Oszaka–Kanszai, Taipei–Taoyuan, Tianjin, Tokió–Narita, Zaragoza, Zhengzhou                                                   |
| ANA Cargo                                  | Naha, Oszaka–Kanszai, Tokió–Narita |
| Asiana Cargo                               | Seoul–Incheon |
| ASL Airlines Belgium                       | Chongqing, Liège, Singapore |
| Cargolux                                   | Luxembourg |
| Cathay Cargo                               | Chengdu–Shuangliu, Chongqing, Hong Kong, Xiamen, Zhengzhou |
| China Airlines Cargo                       | Taipei–Taoyuan |
| China Cargo Airlines                       | Amszterdam, Anchorage, Atlanta, Bangkok–Suvarnabhumi, Chengdu–Shuangliu, Chicago–O'Hare, Chongqing, Dallas/Fort Worth, Dhaka, Frankfurt, Hong Kong, Los Angeles, Milan–Malpensa, Oszaka–Kanszai, Párizs-Charles de Gaulle repülőtér, Seoul–Incheon, Shenzhen, Singapore, St. Louis, Taipei–Taoyuan, Tianjin, Tokió–Narita, Zaragoza |
| China Eastern Cargo                        | Vancouver |
| China Postal Airlines                      | Beijing–Capital, Guangzhou, Nanjing, Oszaka–Kanszai, Tianjin, Tokió–Narita, Xiamen |
| China Southern Cargo                       | Amszterdam, Anchorage, Chicago–O'Hare, Frankfurt, Los Angeles, Oszaka–Kanszai, Bécs, Zhengzhou |
| CMA CGM Air Cargo                          | Párizs-Charles de Gaulle |
| DHL Aviation operated by Air Hong Kong     | Hong Kong |
| DHL Aviation operated by AeroLogic         | Leipzig/Halle |
| DHL Aviation operated by Atlas Air         | Anchorage, Baku, Dubai–International, Zhengzhou |
| DHL Aviation operated by Kalitta Air       | Anchorage, Chicago–O'Hare |
| DHL Aviation operated by Polar Air Cargo   | Anchorage, Cincinnati, Los Angeles, Nagoja–Centrair, Seoul–Incheon, Tokió–Narita |
| DHL Aviation operated by Southern Air      | Anchorage, Chicago–O'Hare |
| Emirates SkyCargo                          | Dubai–Al Maktoum, Mumbai |
| Ethiopian Cargo                            | Addis Ababa, Bangalore |
| Etihad Cargo                               | Abu Dhabi, Chennai, Delhi, Karachi, Lahore, Mumbai |
| EVA Air Cargo                              | Taipei–Taoyuan |
| FedEx                                      | Anchorage, Beijing–Capital, Delhi, Dubai–International, Guangzhou, Manila, Memphis, Oakland, Oszaka–Kanszai, Tokió–Narita |
| Garuda Cargo                               | Jakarta–Soekarno-Hatta |
| Hong Kong Air Cargo                        | Hong Kong, Xiamen |
| Iran Air Cargo                             | Tehran–Imam Khomeini |
| JAL Cargo                                  | Nagoja–Centrair, Tokió–Narita |
| Korean Air Cargo                           | Anchorage, Atlanta, New York–JFK, Seoul–Incheon, Toronto–Pearson |
| Lufthansa Cargo                            | Frankfurt, Krasznojarszk, Novosibirsk, Seoul–Incheon |
| MASkargo                                   | Kota Kinabalu, Kuala Lumpur–International, Kuching, Penang, Sydney |
| MNG Airlines                               | Almaty, Istanbul |
| National Airlines (N8)                     | Anchorage, Los Angeles |
| Nippon Cargo Airlines                      | Tokió–Narita |
| North-Western Cargo International Airlines | Xi'an |
| Qantas Freight                             | Anchorage, Bangkok–Suvarnabhumi, Chicago–O'Hare, Chongqing, New York–JFK, Sydney |
| Qatar Cargo                                | Doha |
| Saudia Cargo                               | Bangkok–Suvarnabhumi, Jeddah, Riyadh |
| SF Airlines                                | Beijing–Capital, Harbin, Shenzhen |
| Singapore Airlines Cargo                   | Singapore |
| Silk Way Airlines                          | Baku |
| Suparna Airlines Cargo                     | Aktobe, Anchorage, Bangkok–Suvarnabhumi, Beijing–Capital, Chengdu–Shuangliu, Chicago–O'Hare, Chongqing, Dhaka, Guangzhou, Hahn, Hangzhou, Hong Kong, Luxembourg City, München, Nagoja–Centrair, Novosibirsk, Oszaka–Kanszai, Prága, Shenzhen, Shijiazhuang, Singapore, Wuxi                                                         |
| Turkish Cargo                              | Almaty, Bishkek, Istanbul |
| United Parcel Service                      | Anchorage, Köln/Bonn, Louisville, Oszaka–Kanszai, Seoul–Incheon, Tokió–Narita, Varsó–Chopin |
| Uzbekistan Airways Cargo                   | Ostrava |

## Fordítás
Ez a szócikk részben vagy egészben  a   Shanghai Pudong International Airport című angol Wikipédia-szócikk fordításán alapul.  Az eredeti cikk szerkesztőit annak laptörténete sorolja fel. Ez a jelzés csupán a megfogalmazás eredetét és a szerzői jogokat jelzi, nem szolgál a cikkben szereplő információk forrásmegjelöléseként.